# Sara Nordenstam
Sara Nordenstam, född 28 februari 1983 i Lycksele, Sverige, är en norsk simmare. Hon tävlar för Lambertseter Svømmeklubb och arbetar även administrativt i klubben.
Hon bodde i Sverige tills 10 års ålder och i Norge sedan dess. Hon blev norsk medborgare år 2004. Hon tävlade för Sverige till dess, bland annat i EM 2000 och VM 2002. Nordenstam har vunnit 27 svenska SM-guld och 49 norska NM-guld.
Nordenstam satte europarekord med 2.23,79 och tog sig till finalen på 200 meter bröstsim i Olympiska sommarspelen 2008 i Peking. I finalen tog hon bronsmedalj för Norge med nytt europeiskt rekord på 2.23,02.